# Carcelia gracilis
Carcelia gracilis là một loài ruồi trong họ Tachinidae.